# Enfants-sans-Souci
Les Enfants-sans-Souci, également appelés les Sots, étaient une confrérie joyeuse de Paris. C'étaient, d'après Petit de Julleville, « les anciens célébrants de la Fête des Fous, jetés hors de l'Église par les Conciles indignés, et rassemblés sur la place publique, ou dans le prochain carrefour, pour y continuer la fête ». Ils étaient habillés, comme les fous de cour, mi-partie en jaune, mi-partie en vert ; ils avaient sur la tête un chapeau garni de grelots et surmonté d'oreilles d'âne ; à la main, ils tenaient une marotte.
Les sots étaient probablement des étudiants pauvres, mais ils paraissent, à certaines dates, s'être presque confondus avec les Basochiens ou Clercs de la Basoche. À la tête de cette société était le Prince des sots, le poète Jean Delespine ; la seconde dignité était celle de Mère-Sotte, titre que portait le poète Pierre Gringore ou Gringoire. On trouve aussi à partir de 1602 Dame Gigogne, ou la mère Gigogne, rôle tenu par un homme.
Les Enfants-sans-Souci jouèrent des soties et aussi des farces et des moralités, jusqu'au XVIIe siècle.